# Olympische Sommerspiele 2000/Teilnehmer (Südkorea)
| Gelbes Symbol für Goldmedaillen mit stilisierten Olympischen Ringen | Graues Symbol für Silbermedaillen mit stilisierten Olympischen Ringen | Braundes Symbol für Bronzemedaillen mit stilisierten Olympischen Ringen |
| ------------------------------------------------------------------- | --------------------------------------------------------------------- | ----------------------------------------------------------------------- |
| 8                                                                   | 10                                                                    | 10                                                                      |

Südkorea nahm an den Olympischen Sommerspielen 2000 in Sydney mit einer Delegation von 281 Athleten (175 Männer und 106 Frauen) an 144 Wettkämpfen in 26 Sportarten teil. Fahnenträgerin bei der Eröffnungsfeier war die Basketballspielerin Jeong Eun-sun.

## Teilnehmer nach Sportarten

### Badminton
| Männer - Ha Tae-kwon Doppel: Bronze Mixed: Achtelfinale - Hwang Sun-ho Einzel: Achtelfinale - Kim Dong-moon Doppel: Bronze Mixed: Viertelfinale - Lee Dong-soo Doppel: Silber Mixed: 1. Runde - Shon Seung-mo Einzel: 1. Runde - Yoo Yong-sung Doppel: Silber | Frauen - Chung Jae-hee Doppel: 4. Platz Mixed: Achtelfinale - Kim Ji-hyun Einzel: Viertelfinale - Lee Kyung-won Einzel: Achtelfinale - Lee Hyo-jung Doppel: Achtelfinale Mixed: 1. Runde - Ra Kyung-min Doppel: 4. Platz Mixed: Viertelfinale - Yim Kyung-jin Doppel: Achtelfinale |

### Baseball
Männer
- Bronze

- Kader
Chong Tae-hyon
Chung Min-tae
Hong Sung-heon
Jang Sung-ho
Jin Pit-jung
Jung Soo-keun
Kim Dong-joo
Kim Han-soo
Kim Ki-tae
Kim Soo-kyung
Kim Tae-gyun
Koo Dae-sung
Lee Byung-kyu
Lee Seung-ho
Lee Seung-yeop
Lim Chang-yong
Lim Sun-dong
Park Jae-hong
Park Jin-man
Park Jong-ho
Park Kyung-oan
Park Seok-jin
Son Min-han
Song Jin-wao

### Basketball
Frauen
- 4. Platz

- Kader
Kang Ji-sook
Jang Sun-hyoung
Jeon Ju-won
Jeong Eun-soon
Jung Sun-min
Kim Ji-yoon
Lee Eon-ju
Lee Jong-ae
Lee Mi-sun
Park Jung-eun
Wang Su-jin
Yang Jung-ok

### Bogenschießen
| Männer - Jang Yong-ho Einzel: 11. Platz Mannschaft: Gold - Kim Chung-tae Einzel: 5. Platz Mannschaft: Gold - Oh Kyo-moon Einzel: 6. Platz Mannschaft: Gold | Frauen - Kim Nam-soon Einzel: Silber Mannschaft: Gold - Kim Soo-nyung Einzel: Bronze Mannschaft: Gold - Yun Mi-jin Einzel: Gold Mannschaft: Gold |

### Boxen
Männer
- Bae Jin-suk
Weltergewicht: 1. Runde

- Choi Ki-soo
Halbschwergewicht: 1. Runde

- Hwang Sung-bum
Halbweltergewicht: 2. Runde

- Im Jung-bin
Mittelgewicht: 2. Runde

- Cho Suk-hwan
Bantamgewicht: 1. Runde

- Kim Ki-suk
Halbfliegengewicht: Viertelfinale

- Kim Tai-kyu
Fliegengewicht: 1. Runde

- Park Heung-min
Federgewicht: 2. Runde

- Song In-joon
Halbmittelgewicht: 2. Runde

### Fechten
| Männer - Kim Young-ho Florett, Einzel: Gold - Lee Sang-ki Degen, Einzel: Bronze Degen, Mannschaft: 4. Platz - Lee Sang-yeop Degen, Einzel: 12. Platz Degen, Mannschaft: 4. Platz - Lee Seung-won Säbel, Einzel: 32. Platz - Yang Noe-seong Degen, Einzel: 25. Platz Degen, Mannschaft: 4. Platz | Frauen - Ko Jung-sun Degen, Einzel: 22. Platz - Seo Mi-jung Florett, Einzel: 30. Platz |

### Fußball
Männer
- Gruppenphase

- Kader
  - Tor

1 Choi Hyun
18 Kim Yong-dae
21 Lee Woon-jae (Reserve)
  - Abwehr

3 Park Jae-hong
5 Sim Jae-won
13 Park Dong-hyuk
14 Kang Chul
15 Cho Se-kwon
  - Mittelfeld

2 Park Ji-sung
4 Park Jin-sub
6 Kim Do-kyun
8 Ko Jong-su
10 Lee Chun-soo
12 Lee Young-pyo
16 Kim Sang-shik
17 Choi Tae-uk
19 Song Chong-gug
22 Park Kang-jo (Reserve)
  - Sturm

7 Choi Chul-woo
9 Kim Do-hoon
11 Lee Dong-gook
20 Kim Gil-sik (Reserve)

### Gewichtheben
| Männer - Choi Jong-kun Schwergewicht: DNF - Hwang Kyu-dong Bantamgewicht: 10. Platz - Kim Hak-bong Leichtgewicht: 8. Platz - Kim Tae-hyun Superschwergewicht: 5. Platz - Kim Young-tae Federgewicht: 14. Platz - Lee Bae-yeong Leichtgewicht: 7. Platz | Frauen - Kim Soon-hee Schwergewicht: 4. Platz - Mun Kyung-ae Superschwergewicht: 7. Platz |

### Handball
| Männer - 9. Platz - Kader Baek Won-chul Choi Hyun-ho Kang Il-koo Hong Ki-il Cho Bum-yun Cho Chi-hyo Lee Jae-woo Lee Suik-houng Moon Byung-uk Park Jung-jin Park Min-chul Park Sung-rip Yoon Kyung-min Yoon Kyung-shin | Frauen - 4. Platz - Kader Choi Hyun-jung Han Sun-hui Huh Soon-young Huh Young-sook Chung Eun-hee Kim Hyang-gi Kim Hyun-ok Kim Jin-sun Lee Jung-young Lee Nam-soo Lee Sang-eun Moon Kyeong-ha Oh Seong-ok Oh Yong-ran Park Chung-hee |

### Hockey
| Männer - Silber - Kader Kim Yoon Ji Seong-hwan Seo Jong-ho Kim Chel-hwan Kim Yong-bae Han Hyung-bae Kim Kyung-seok Kim Jung-chul Song Seung-tae Kong Keon-wook Hwang Jong-hyun Lim Jung-woo Jeon Jong-ha Jeon Hong-kwon Yeo Woon-kon Lim Jong-chun | Frauen - 9. Platz - Kader Bang Jin-hyuk Jung Hang-joo Cho Bo-ra Kim Eun-jin Kim Mi-hyun Kim Myung-ok Kim Seung-eun Kim Soo-jung Lee Eun-young Lee Sun-hwa Oh Ko-woon Oh Seung-shin Park Eun-kyung Park Yong-sook Shin Mi-Kyung Yoo Hee-joo |

### Judo
| Männer - Choi Yong-sin Leichtgewicht: 5. Platz - Ko Kyung-doo Schwergewicht: 1. Runde - Han Ji-hwan Halbleichtgewicht: 7. Platz - Jang Sung-ho Halbschwergewicht: 2. Runde - Jung Bu-kyung Ultraleichtgewicht: Silber - Cho In-chul Halbmittelgewicht: Silber - Yoo Sung-yeon Mittelgewicht: Viertelfinale | Frauen - Jang Jae-sim Halbleichtgewicht: 13. Platz - Jung Sung-sook Halbmittelgewicht: Bronze - Cho Min-sun Mittelgewicht: Bronze - Kim Seon-young Schwergewicht: Bronze - Lee So-yeon Halbschwergewicht: 7. Platz - Park Sung-ja Ultraleichtgewicht: 1. Runde |

### Kanu
Männer
- Nam Sung-ho
Kajak-Einer, 500 Meter: Hoffnungslauf
Kajak-Einer, 1000 Meter: Vorrunde

### Leichtathletik
| Männer - Baek Seung-do Marathon: 65. Platz - Chung Nam-kyun Marathon: 45. Platz - Kim Soon-hyung 800 Meter: Vorläufe - Lee Bong-ju Marathon: 24. Platz - Lee Du-yeon 400 Meter Hürden: Vorläufe - Lee Jin-taek Hochsprung: 21. Platz in der Qualifikation - Sung Hee-jun Weitsprung: kein gültiger Versuch in der Qualifikation - Shin Il-yong 20 Kilometer Gehen: 30. Platz - Song Dong-hyun Speerwurf: 31. Platz in der Qualifikation | Frauen - Kim Mi-jung 20 Kilometer Gehen: 25. Platz - Lee Myung-sun Kugelstoßen: 15. Platz in der Qualifikation - Lee Young-sun Speerwurf: 33. Platz in der Qualifikation - Oh Mi-Ja Marathon: 34. Platz |

### Radsport
Männer
- Eum In-young
Keirin: Hoffnungslauf

- Kang Dong-woo
Mountainbike: 38. Platz

- Cho Ho-sung
Punktefahren: 4. Platz

### Ringen
Männer
- Choi Sang-sun
Leichtgewicht, griechisch-römisch: 11. Platz

- Jang Jae-sung
Leichtgewicht, Freistil: Bronze

- Kim In-sub
Federgewicht, griechisch-römisch: Silber

- Kim Jin-soo
Mittelgewicht, griechisch-römisch: 5. Platz

- Moon Myung-seok
Bantamgewicht, Freistil: 17. Platz

- Moon Eui-jae
Mittelgewicht, Freistil: Silber

- Park Woo
Schwergewicht, griechisch-römisch: 10. Platz

- Sim Kwon-ho
Bantamgewicht, griechisch-römisch: Gold

- Son Sang-pil
Weltergewicht, griechisch-römisch: 5. Platz

- Yang Hyun-mo
Halbschwergewicht, Freistil: 6. Platz

### Rudern
| Männer - Lee In-soo Einer: 21. Platz | Frauen - Im Jin-myung & Mun Hae-young Leichtgewichts-Doppelzweier: 17. Platz |

### Schießen
| Männer - Bae Sung-duk Kleinkaliber, Dreistellungskampf: 25. Platz Kleinkaliber, liegend: 38. Platz - Lim Young-sueb Luftgewehr: 11. Platz - Jeon Chan-sik Skeet: 23. Platz - Lee Eun-chul Luftgewehr: 18. Platz Kleinkaliber, Dreistellungskampf: 18. Platz Kleinkaliber, liegend: 41. Platz | Frauen - Boo Soon-hee Luftpistole: 24. Platz Sportpistole: 25. Platz - Choi Dae-young Luftgewehr: 7. Platz - Kang Cho-hyun Luftgewehr: Silber - Song Ji-young Luftpistole: 16. Platz Sportpistole: 18. Platz |

### Schwimmen
| Männer - Han Kyu-chul 200 Meter Schmetterling: 19. Platz 200 Meter Lagen: 33. Platz - Joe Kyong-fan 100 Meter Brust: 45. Platz 200 Meter Brust: 29. Platz - Cho Sung-mo 1500 Meter Freistil: 33. Platz - Kim Bang-hyun 400 Meter Lagen: 33. Platz - Kim Min-suk 50 Meter Freistil: 17. Platz 100 Meter Freistil: 24. Platz - Lee Jong-min 200 Meter Rücken: 39. Platz - Sung Min 100 Meter Rücken: 31. Platz - Woo Chul 200 Meter Freistil: 29. Platz 400 Meter Freistil: 27. Platz | Frauen - Byun Hye-young 100 Meter Brust: 25. Platz - Choi Soo-min 200 Meter Rücken: 35. Platz - Ku Hyo-jin 200 Meter Brust: 11. Platz 4 × 100 Meter Lagen: 17. Platz - Jang Hui-jin 50 Meter Freistil: 41. Platz 100 Meter Freistil: 40. Platz 4 × 100 Meter Lagen: 17. Platz - Lee Bo-eun 100 Meter Schmetterling: 35. Platz 4 × 100 Meter Lagen: 17. Platz - Lee Ji-hyun 400 Meter Lagen: 23. Platz - Nam Yoo-sun 200 Meter Lagen: 27. Platz - Roh Joo-hee 200 Meter Freistil: 33. Platz 400 Meter Freistil: 37. Platz - Shim Min-ji 100 Meter Rücken: 19. Platz 4 × 100 Meter Lagen: 17. Platz |

### Segeln
| Männer - Ok Duck-pil Windsurfen: 21. Platz - Jung Sung-Ahn & Kim Dae-young 470er: 15. Platz | Offene Klasse - Kim Ho-kon Laser: 26. Platz | Frauen - Ju Soon-ahn Windsurfen: 13. Platz |

### Synchronschwimmen
Frauen
- Jang Yoon-kyung & Yu Na-mi
Duett: 11. Platz

### Taekwondo
| Männer - Kim Kyong-hun Schwergewicht: Gold - Sin Joon-sik Leichtgewicht: Silber | Frauen - Jung Jae-eun Leichtgewicht: Gold - Lee Sun-hee Mittelgewicht: Gold |

### Tennis
| Männer - Lee Hyung-taik Einzel: 1. Runde - Lee Hyung-taik & Yoon Yong-il Doppel: Achtelfinale | Frauen - Cho Yoon-jeong & Park Sung-hee Doppel: 1. Runde |

### Tischtennis
| Männer - Kim Taek-soo Einzel: 1. Runde Doppel: Viertelfinale - Lee Chul-seung Einzel: 1. Runde Doppel: 4. Platz - Oh Sang-eun Doppel: Viertelfinale - Ryu Seung-min Einzel: 1. Runde Doppel: 4. Platz | Frauen - Kim Moo-kyo Doppel: Bronze - Lee Eun-sil Einzel: 1. Runde Doppel: Viertelfinale - Suk Eun-mi Einzel: 2. Runde Doppel: Viertelfinale - Ryu Ji-hae Einzel: Viertelfinale Doppel: Bronze |

### Turnen
| Männer - Jung Jin-soo Einzelmehrkampf: 17. Platz in der Qualifikation Mannschaftsmehrkampf: 7. Platz in der Qualifikation Boden: 58. Platz in der Qualifikation Pferd: 16. Platz in der Qualifikation Barren: 4. Platz Reck: 57. Platz in der Qualifikation Ringe: 31. Platz in der Qualifikation Seitpferd: 42. Platz in der Qualifikation - Cho Seong-min Einzelmehrkampf: 22. Platz Mannschaftsmehrkampf: 7. Platz in der Qualifikation Boden: 26. Platz in der Qualifikation Pferd: 9. Platz in der Qualifikation Barren: 5. Platz in der Qualifikation Reck: 69. Platz in der Qualifikation Ringe: 31. Platz in der Qualifikation Seitpferd: 19. Platz in der Qualifikation - Kim Dong-hwa Einzelmehrkampf: 48. Platz in der Qualifikation Mannschaftsmehrkampf: 7. Platz in der Qualifikation Boden: 73. Platz in der Qualifikation Pferd: 56. Platz in der Qualifikation Barren: 50. Platz in der Qualifikation Reck: 68. Platz in der Qualifikation Ringe: 75. Platz in der Qualifikation Seitpferd: 55. Platz in der Qualifikation - Lee Jang-hyung Einzelmehrkampf: 83. Platz in der Qualifikation Mannschaftsmehrkampf: 7. Platz in der Qualifikation Barren: 19. Platz in der Qualifikation Reck: 44. Platz in der Qualifikation Seitpferd: 4. Platz - Lee Joo-hyung Einzelmehrkampf: 10. Platz Mannschaftsmehrkampf: 7. Platz in der Qualifikation Boden: 61. Platz in der Qualifikation Pferd: 70. Platz in der Qualifikation Barren: Silber Reck: Bronze Ringe: 65. Platz in der Qualifikation Seitpferd: 26. Platz in der Qualifikation - Yeo Hong-chul Einzelmehrkampf: 85. Platz in der Qualifikation Mannschaftsmehrkampf: 7. Platz in der Qualifikation Boden: 12. Platz in der Qualifikation Pferd: 11. Platz in der Qualifikation Ringe: 34. Platz in der Qualifikation | Frauen - Choi Mi-sun Einzelmehrkampf: 58. Platz in der Qualifikation Boden: 53. Platz in der Qualifikation Pferd: 61. Platz in der Qualifikation Stufenbarren: 78. Platz in der Qualifikation Schwebebalken: 70. Platz in der Qualifikation |

### Volleyball
| Männer - 9. Platz - Kader Bang Ji-sub Bang Sin-bong Choi Tae-woong Who In-jung Chang Byung-chul Kim Se-jin Lee Byung-yong Lee Kyung-soo Lee Ho Park Hee-sang Shin Jin-sik Shin Sun-ho | Frauen - 8. Platz - Kader Choi Kwang-hee Kang Hye-mi Koo Ki-lan Ku Min-jung Chang So-yun Chung Sun-hye Kim Gui-kyun Lee Meong-hee Lee Yeon-soon Lee Yun-hui Park Mee-kyung Park Soo-jeong |

### Wasserspringen
| Männer - Kwon Kyung-min Kunstspringen: 34. Platz - Cho Dae-don Turmspringen: 32. Platz - Yoo Chang-joon Turmspringen: 29. Platz | Frauen - Choi Hye-jin Turmspringen: 39. Platz |